# Campionat Europeu de Salts de 2013 – 3 metres trampolí sincronitzat masculí
La prova dels 3 metres trampolí sincronitzat masculí dels Campionat Europeu de Salts de 2013 es va disputar el dia 21 de juny amb una ronda preliminar i una ronda final.

## Resultats
La ronda preliminar es va disputar a les 12:00 i la final a les 17:30.
En verd els finalistes 
| Posició | Saltadors                                    | País     | Preliminar | Preliminar | Final  | Final   |
| Posició | Saltadors                                    | País     | Punts      | Posició    | Punts  | Posició |
| ------- | -------------------------------------------- | -------- | ---------- | ---------- | ------ | ------- |
| 1       | Evgeny Kuznetsov Ilya Zakharov               | Rússia   | 411.66     | 1          | 460.44 | 1       |
| 2       | Patrick Hausding Stephan Feck                | Alemanya | 410.43     | 2          | 431.58 | 2       |
| 3       | Oleksandr Gorshkovozov Oleg Kolodiy          | Ucraïna  | 391.47     | 3          | 422.52 | 3       |
| 4       | Yauheni Karaliou Andrei Pawluk               | Belarús  | 362.46     | 5          | 366.42 | 4       |
| 5       | Andreas Nader Billi Giovanni Tocci           | Itàlia   | 377.22     | 4          | 366.06 | 5       |
| 6       | Stefanos Paparounas Michail Nektario Fafalis | Grècia   | 318.84     | 7          | 337.44 | 6       |
| 7       | Espen Valheim Daniel Jensen                  | Noruega  | 315.27     | 8          | 337.26 | 7       |
| 8       | Héctor García Nicolas García                 | Espanya  | 318.96     | 6          | 334.44 | 8       |